# Бёрнс, Гилберт
Ги́лберт Алекса́ндр Бё́рнс (порт.-браз. Gilbert Alexander Burns; род. 20 июля 1986, Нитерой, Рио-де-Жанейро) — бразильский боец смешанного стиля, представитель полусредней весовой категории. Выступает на профессиональном уровне начиная с 2012 года, известен прежде всего по участию в турнирах бойцовской организации UFC. Является также титулованным борцом бразильского джиу-джитсу, чемпион мира, обладатель чёрного пояса и второго дана.
Занимает 11 строчку официального рейтинга  UFC в полусреднем весе.

## Биография
Гилберт Бёрнс родился 20 июля 1986 года в муниципалитете Нитерой штата Рио-де-Жанейро. Его мать — чернокожая африканка, а отец — шотландец. С раннего детства серьёзно занимался бразильским джиу-джитсу, проходил подготовку в Academia Associacao Oriente. С 2007 года успешно выступал на самых престижных соревнованиях по БЖЖ и грэпплингу, несколько раз выигрывал чемпионаты мира, становился бронзовым призёром мирового первенства ADCC.

### Начало профессиональной карьеры
Дебютировал в смешанных единоборствах на профессиональном уровне в январе 2012 года, на турнире в США заставил своего соперника сдаться в первом же раунде с помощью удушающего приёма сзади. Затем дрался преимущественно в Бразилии в местных небольших промоушенах — из всех поединков неизменно выходил победителем.
В 2012 году в качестве тренера принял участие в бразильском сезоне популярного бойцовского реалити-шоу The Ultimate Fighter, был приглашён в команду Витора Белфорта в качестве главного специалиста по грэпплингу.

### Ultimate Fighting Championship
Имея в послужном списке восемь побед и ни одного поражения, в 2014 году Бёрнс привлёк к себе внимание крупнейшей бойцовской организации мира Ultimate Fighting Championship и подписал с ней долгосрочный контракт. Впервые вышел в октагон UFC в июле того же года, заменив на коротком уведомлении получившего травму Вискарди Андради в бою с таким же новичком организации Андреасом Столем — победил его единогласным решением судей (бой проходил в полусредней весовой категории). Позже встретился с Кристосом Гиагосом, в концовке первого раунда принудил его к сдаче с помощью успешно проведённого рычага локтя и тем самым заработал бонус за лучшее выступление вечера.
Следующим его соперником в 2015 году должен был стать Джош Томсон, но тот травмировался, и ему на замену вышел Алекс Оливейра, которого Бёрнс так же победил рычагом локтя, вновь удостоившись награды за лучшее выступление вечера. В том же году в поединке с россиянином Рашидом Магомедовым потерпел первое в профессиональной карьере поражение — их противостояние продлилось всё отведённое время, и в итоге судьи единогласно отдали победу Магомедову.
В 2016 году Гилберт Бёрнс провёл два поединка, сдачей выиграл у поляка Лукаша Саевского, но по очкам уступил соотечественнику Мишелу Празерису.
16 сентября 2017 года Бёрнс встретился с Джейсоном Сагго на турнире UFC Fight Night 116. Он одержал победу нокаутом во втором раунде.
В начале ноября 2017 года Бёрнс объявил о подписании нового контракта с UFC на четыре боя.
Бёрнс должен был встретиться с Оливье Обен-Мерсье 24 февраля 2018 года на UFC on Fox 28. Однако 21 февраля 2018 года оба бойца были сняты с турнира, так как медицинская комиссия UFC сочла, что Бёрнс не сможет безопасно уложиться в лимит лёгкого веса (156 фунтов) к началу бойцовской недели.
Бёрнс был запланирован к бою с Лэндо Ваннатой 14 апреля 2018 года на UFC on Fox 29, но этот поединок не состоялся, так как Ванната не мог принять бой из-за недавней травмы руки. Вместо этого Бёрнс встретился с дебютантом UFC Дэном Моретом и одержал победу нокаутом на первой минуте второго раунда.
7 июля 2018 года на UFC 226 Бёрнс сразился с Дэном Хукером. Он проиграл бой нокаутом в первом раунде, впервые в своей карьере MMA потерпев поражение таким образом.
Бой с Оливье Обен-Мерсье был перенесён и состоялся 8 декабря 2018 года на UFC 231. Бёрнс выиграл поединок единогласным решением судей.
Бёрнс должен был встретиться с ветераном Эриком Уайсли 27 апреля 2019 года на UFC Fight Night: Жакаре vs. Херманссон. Однако 18 апреля Уайсли выбыл из-за травмы, и его заменил новичок UFC Майк Дэвис. Бёрнс победил удушающим приёмом сзади во втором раунде.
Бёрнс вернулся в полусредний вес и встретился с Алексеем Кунченко 10 августа 2019 года на UFC Fight Night 156, заменив травмированного Лауреано Старополи. Он выиграл бой единогласным решением, нанеся Кунченко первое поражение в карьере.
28 сентября 2019 года на UFC Fight Night 160 Бёрнс заменил травмированного бойца и встретился с Гуннаром Нельсоном. Он одержал победу единогласным решением.
В рамках нового контракта на четыре боя Бёрнс встретился с Демианом Майей 14 марта 2020 года на UFC Fight Night 170. Он выиграл бой техническим нокаутом в первом раунде, заработав награду «Выступление вечера».
30 мая 2020 года Бёрнс возглавил турнир UFC on ESPN: Вудли vs. Бёрнс, встретившись с Тайроном Вудли. После нокдауна Вудли в первом раунде и доминирования на протяжении всего боя Бёрнс одержал победу единогласным решением. Этот бой принёс ему четвёртую награду «Выступление вечера».
В рамках нового контракта на пять боёв Бёрнс должен был сразиться с Камару Усманом за титул чемпиона UFC в полусреднем весе 11 июля 2020 года на UFC 251. Однако 3 июля 2020 года Бёрнс сдал положительный тест на COVID-19 и был заменён Хорхе Масвидалом. Бой с Усманом был перенесён на 12 декабря 2020 года на UFC 256, но позже Усман выбыл из-за необходимости восстановления после травм. Поединок состоялся 13 февраля 2021 года на UFC 258. Бёрнс отправил Усмана в нокдаун в начале боя, но проиграл техническим нокаутом в третьем раунде.
10 июля 2021 года на UFC 264 Бёрнс встретился со Стивеном Томпсоном и одержал победу единогласным решением.
9 апреля 2022 года на UFC 273 Бёрнс сразился с Хамзатом Чимаевым. Он проиграл бой единогласным решением, но поединок получил награду «Бой вечера». Президент UFC Дана Уайт позже объявил, что Бёрнс получит бонус за победу, несмотря на поражение.
21 января 2023 года на UFC 283 Бёрнс встретился с Нилом Магни и победил удушающим приёмом «арм-триангл» в первом раунде.
8 апреля 2023 года на UFC 287 Бёрнс сразился с Хорхе Масвидалом и одержал победу единогласным решением.
6 мая 2023 года на UFC 288 Бёрнс встретился с Белалом Мухаммадом и проиграл бой единогласным решением.
9 марта 2024 года на UFC 299 Бёрнс сразился с Джеком Деллой Маддаленой и проиграл нокаутом в третьем раунде.
7 сентября 2024 года Бёрнс возглавил турнир UFC Fight Night 242, встретившись с Шоном Брэди. Он проиграл бой единогласным решением.
Бёрнс должен был встретиться с непобеждённым проспектом Майклом Моралесом 12 апреля 2025 года на UFC 314, но бой был перенесён на 10 мая 2025 года на UFC 315 по неизвестным причинам. Позже поединок был назначен главным событием UFC Fight Night 256, состоявшегося 17 мая 2025 года. Бёрнс проиграл бой техническим нокаутом в первом раунде.

## Статистика в профессиональном ММА
| Боёв 31  | Побед 22 | Поражений 9 |
| -------- | -------- | ----------- |
| Нокаутом | 7        | 4           |
| Сдачей   | 9        | 0           |
| Решением | 6        | 5           |

| Результат | Рекорд | Соперник             | Способ                             | Турнир                                      | Дата             | Раунд | Время | Место                    | Примечание                                                |
| --------- | ------ | -------------------- | ---------------------------------- | ------------------------------------------- | ---------------- | ----- | ----- | ------------------------ | --------------------------------------------------------- |
| Поражение | 22-9   | Майкл Моралес        | TKO (удары руками)                 | UFC Fight Night: Бёрнс vs. Моралес          | 17 мая 2025      | 1     | 3:39  | Лас-Вегас, Невада, США   |                                                           |
| Поражение | 22-8   | Шон Брэди            | Единогласное решение               | UFC Fight Night: Бёрнс vs. Брэди            | 7 сентября 2024  | 5     | 5:00  | Лас-Вегас, Невада, США   |                                                           |
| Поражение | 22-7   | Джек Делла-Маддалена | KO (удары)                         | UFC 299                                     | 9 марта 2024     | 3     | 3:43  | Майами, Флорида, США     |                                                           |
| Поражение | 22-6   | Белал Мухаммад       | Единогласное решение               | UFC 288                                     | 6 мая 2023       | 5     | 5:00  | Ньюарк, Нью-Джерси, США  |                                                           |
| Победа    | 22-5   | Хорхе Масвидаль      | Единогласное решение               | UFC 287                                     | 8 апреля 2023    | 3     | 5:00  | Майями, Флорида, США     |                                                           |
| Победа    | 21-5   | Нил Магни            | Сдача (ручной треугольник)         | UFC 283                                     | 21 января 2023   | 1     | 4:15  | Рио-де-Жанейро, Бразилия |                                                           |
| Поражение | 20-5   | Хамзат Чимаев        | Единогласное решение               | UFC 273                                     | 9 апр 2022       | 3     | 5:00  | Джексонвилл, США         | «Лучший бой вечера» (1)                                   |
| Победа    | 20-4   | Стивен Томпсон       | Единогласное решение               | UFC 264                                     | 10 июля 2021     | 3     | 5:00  | Лас-Вегас, США           |                                                           |
| Поражение | 19-4   | Камару Усман         | TKO (удары руками)                 | UFC 258: Usman vs. Burns                    | 13 фев 2021      | 3     | 4:42  | Лас-Вегас, США           | Бой за титул чемпиона UFC в полусреднем весе              |
| Победа    | 19-3   | Тайрон Вудли         | Единогласное решение               | UFC on ESPN: Woodley vs. Burns              | 30 мая 2020      | 5     | 5:00  | Лас-Вегас, США           | «Выступление вечера» (4)                                  |
| Победа    | 18-3   | Демиан Майя          | TKO (удары руками)                 | UFC Fight Night: Lee vs. Oliveira           | 14 марта 2020    | 1     | 2:34  | Бразилиа, Бразилия       | «Выступление вечера» (3)                                  |
| Победа    | 17-3   | Гуннар Нельсон       | Единогласное решение               | UFC Fight Night: Hermansson vs. Cannonier   | 28 сентября 2019 | 3     | 5:00  | Копенгаген, Дания        |                                                           |
| Победа    | 16-3   | Алексей Кунченко     | Единогласное решение               | UFC Fight Night: Shevchenko vs. Carmouche 2 | 10 августа 2019  | 3     | 5:00  | Монтевидео, Уругвай      | Вернулся в полусредний вес.                               |
| Победа    | 15-3   | Майк Дэвис           | Сдача (удушение сзади)             | UFC Fight Night: Jacaré vs. Hermansson      | 27 апреля 2019   | 2     | 4:16  | Санрайз, США             |                                                           |
| Победа    | 14-3   | Оливье Обен-Мерсье   | Единогласное решение               | UFC 231                                     | 8 декабря 2018   | 3     | 5:00  | Торонто, Канада          |                                                           |
| Поражение | 13-3   | Дэн Хукер            | KO (удары руками)                  | UFC 226                                     | 6 июля 2018      | 1     | 2:28  | Лас-Вегас, США           |                                                           |
| Победа    | 13-2   | Дэн Морет            | KO (удары руками)                  | UFC on Fox: Poirier vs. Gaethje             | 14 апреля 2018   | 2     | 0:59  | Глендейл, США            |                                                           |
| Победа    | 12-2   | Джейсон Сагго        | KO (удар рукой)                    | UFC Fight Night: Rockhold vs. Branch        | 16 сентября 2017 | 2     | 4:55  | Питтсбург, США           |                                                           |
| Поражение | 11-2   | Мишел Празерис       | Единогласное решение               | UFC Fight Night: Cyborg vs. Lansberg        | 24 сентября 2016 | 3     | 5:00  | Бразилиа, Бразилия       | Бой в промежуточном весе 71,7 кг; Празерис не сделал вес. |
| Победа    | 11-1   | Лукаш Саевский       | Сдача (рычаг локтя)                | UFC Fight Night: dos Anjos vs. Alvarez      | 7 июля 2016      | 1     | 4:57  | Лас-Вегас, США           |                                                           |
| Поражение | 10-1   | Рашид Магомедов      | Единогласное решение               | UFC Fight Night: Belfort vs. Henderson 3    | 7 ноября 2015    | 3     | 5:00  | Сан-Паулу, Бразилия      |                                                           |
| Победа    | 10-0   | Алекс Оливейра       | Сдача (рычаг локтя)                | UFC Fight Night: Maia vs. LaFlare           | 21 марта 2015    | 3     | 4:14  | Рио-де-Жанейро, Бразилия | «Выступление вечера» (2)                                  |
| Победа    | 9-0    | Кристос Гиагос       | Сдача (рычаг локтя)                | UFC 179                                     | 25 октября 2014  | 1     | 4:57  | Рио-де-Жанейро, Бразилия | «Выступление вечера» (1)                                  |
| Победа    | 8-0    | Андреас Столь        | Единогласное решение               | UFC on Fox: Lawler vs. Brown                | 26 июля 2014     | 3     | 5:00  | Сан-Хосе, США            | Бой в полусреднем весе.                                   |
| Победа    | 7-0    | Паулу Тейшейра       | TKO (удары руками)                 | Face to Face 7                              | 2 мая 2014       | 1     | 1:02  | Рио-де-Жанейро, Бразилия |                                                           |
| Победа    | 6-0    | Паулу Гонсалвис      | KO (удар рукой)                    | Coliseu Extreme Fight 8                     | 5 декабря 2013   | 1     | 4:57  | Масейо, Бразилия         | Бой в промежуточном весе 72,6 кг.                         |
| Победа    | 5-0    | Родолфу Коронел      | Сдача (рычаг локтя)                | Mixed Submission and Strike Arts 3          | 25 марта 2013    | 1     | 3:41  | Рио-де-Жанейро, Бразилия |                                                           |
| Победа    | 4-0    | Паулу Роберту        | TKO (удары руками)                 | CPMMAF — Champion Fights                    | 4 августа 2012   | 1     | 1:30  | Салвадор, Бразилия       |                                                           |
| Победа    | 3-0    | Винисиус Алвис       | Техническая сдача (удушение сзади) | Watchout Combat Show 20                     | 27 июля 2012     | 1     | 1:59  | Рио-де-Жанейро, Бразилия |                                                           |
| Победа    | 2-0    | Эрелс дус Сантус     | Сдача (рычаг локтя)                | Ichigeki Fight Show                         | 15 июня 2012     | 1     | 3:30  | Сан-Паулу, Бразилия      |                                                           |
| Победа    | 1-0    | Хосе Сальгадо        | Сдача (удушение сзади)             | Crown Fighting Championships 5              | 28 января 2012   | 1     | 2:40  | Сент-Джордж, США         |                                                           |